# President de la Xunta de Galícia
El President de la Xunta és el màxim representant de la Xunta de Galícia, el màxim òrgan executiu de Galícia. És escollit pels diputats del Parlament de Galícia, escollits per sufragi universal.
El govern de Galícia es va establir el 16 de març de 1978 i va ser reforçat per l'Estatut d'Autonomia de Galícia de 1981, ratificat el 28 d'abril de 1981. El seu període de govern és de quatre anys.
Actualment el president de la Xunta de Galícia és Alfonso Rueda Valenzuela, del Partit Popular de Galícia.

## Llista de presidents (1977 - actualitat)
| No. | Nom                            | Inici | Fi         | Partit     |
| --- | ------------------------------ | ----- | ---------- | ---------- |
| 1.  | Antonio Rosón Pérez            | 1977  | 1979       | UCD        |
| 2.  | Xosé Quiroga Suárez            | 1979  | 1981       | UCD        |
| 3.  | Xerardo Fernández Albor        | 1981  | 1987       | AP         |
| 4.  | Fernando Ignacio González Laxe | 1987  | 1990       | PSdeG-PSOE |
| 5.  | Manuel Fraga Iribarne          | 1990  | 2005       | PPdeG      |
| 6.  | Emilio Pérez Touriño           | 2005  | 2009       | PSdeG-PSOE |
| 7.  | Alberto Núñez Feijoo           | 2009  | 2022       | PPdeG      |
| 8.  | Alfonso Rueda Valenzuela       | 2022  | actualitat | PPdeG      |